# Àurea de San Millán
Àurea o Òria de Villavelayo o de San Millán (Villavelayo, ca. 1042 – San Millán de la Cogolla, 1069) va ésser una eremita benedictina que vivia prop del Monestir de San Millán de Suso. És venerada com a santa per l'Església catòlica.

## Vida
Àurea nasqué cap a l'any 1042, filla de Garcia i Amúnia, al poblet de Villavelayo, en una zona controlada pels musulmans. De jove, va estudiar les Escriptures i la vida dels màrtirs antics, de les quals preferia, imitant-ne la vida, les santes Àgata de Catània, Eulàlia de Mèrida i Cecília de Roma. Sembla, doncs, que tenia un nivell cultural alt, tenint en compte l'habitual en les dones del moment i al medi rural. A més, havia tingut una preceptora, Urraca, que va desvetllar la vocació religiosa en la nena, que va decidir de deixar la llar i fer vida religiosa.
Va anar a una romeria al monestir benedictí de San Millán de la Cogolla i als peus de l'abat Domènec de Silos, digué (segons el poema de Gonzalo de Berceo):
«Señor, Dios lo quiere, tal es mi voluntat, 
prender orden e velo, vivir en castidat,
en rencón encerrada yacer en pobredat,
vivir de lo que diera por mí la christiandat».

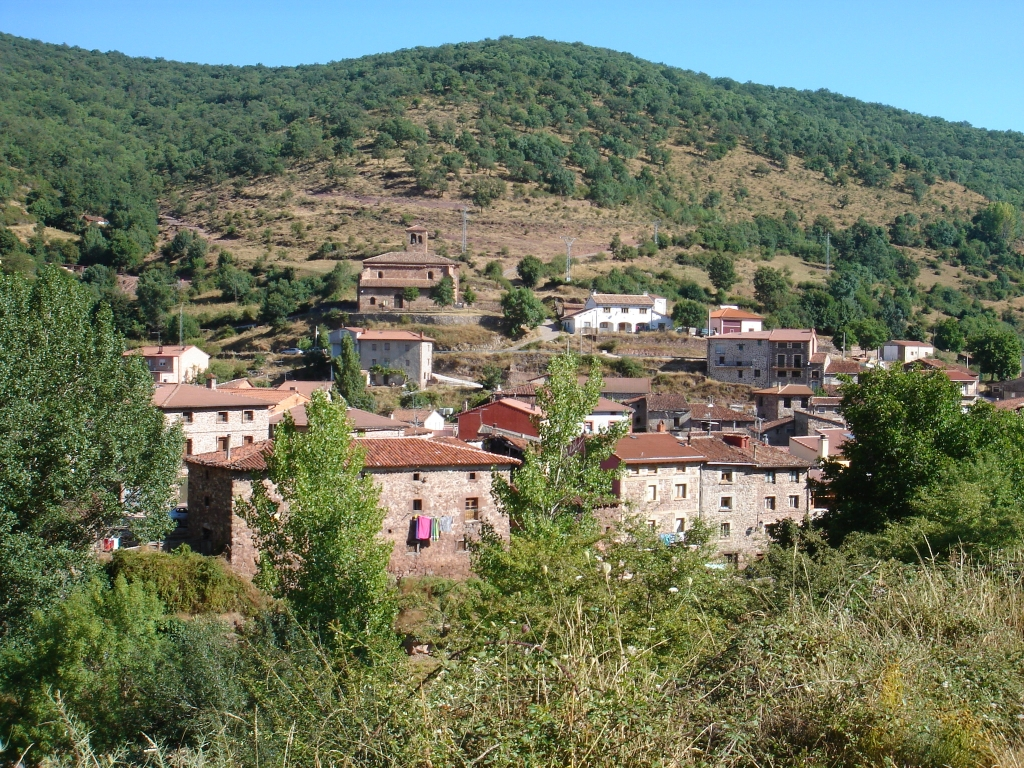
Villavelayo, poble nadiu de la santa, amb l'església dedicada.

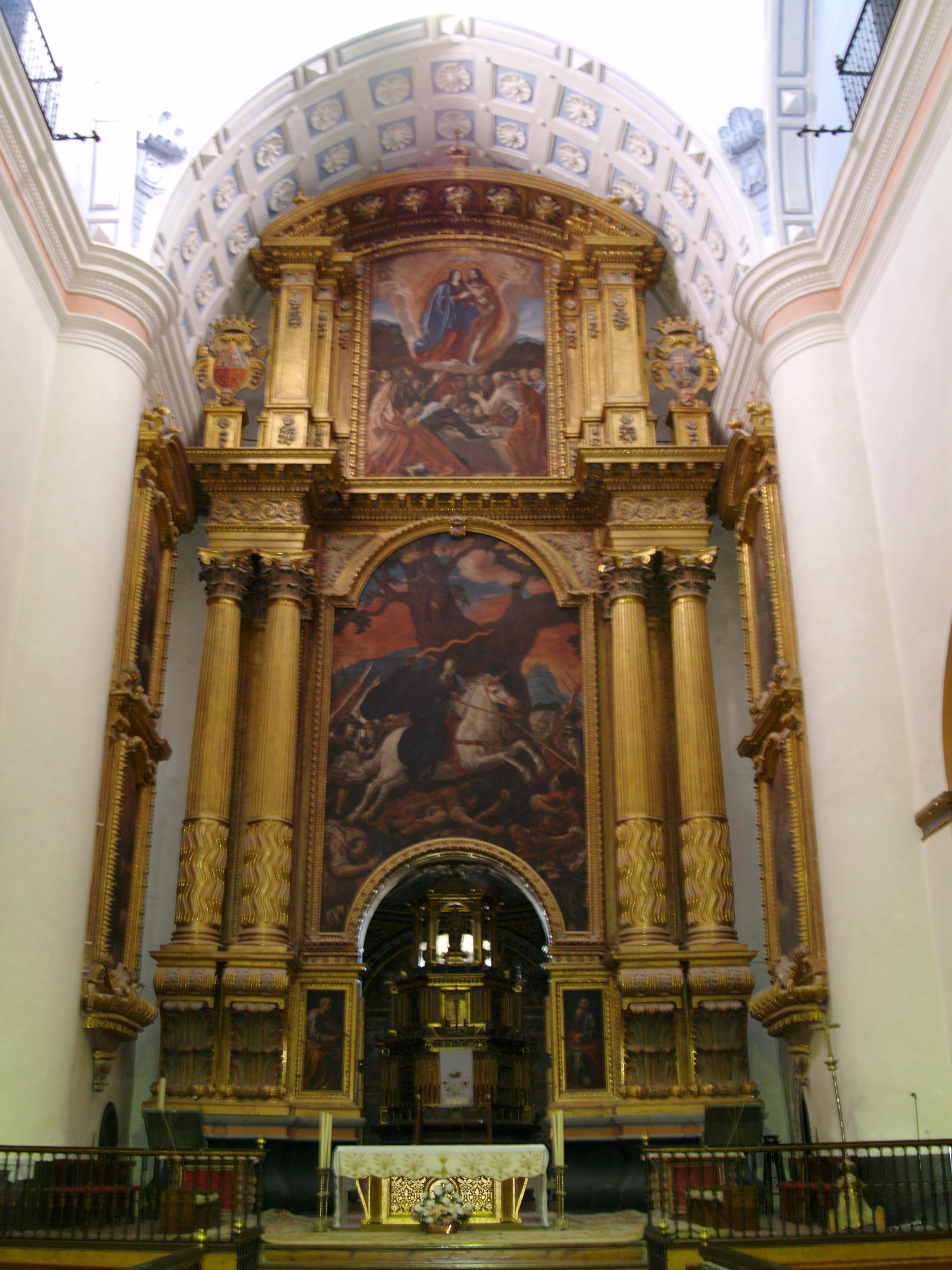
Altar major del monestir de Yuso de S. Millán de la Cogolla, on hi ha les restes de la santa.

Va ésser-hi acceptada perquè hi fes vida eremítica, sota la direcció espiritual de l'abat del monestir, en una cel·la prop de San Millán de Suso; tenia llavors nou anys, en 1052. Va tenir una visió de les tres santes màrtirs ja citades que l'encoratjaren a fer més rigorosa i ascètica la seva vida. Segons la tradició, va fer miracles i molta gent li demanava consell i pregàries.
Cap al 1070 va emmalaltir i morí, amb 27 anys, essent-hi present l'abat Pere V de San Millán.

## Veneració
Venerada com a santa des de la seva mort, poc després el monjo Muni en va escriure la vida en llatí. Gonzalo de Berceo, ja al segle xiii, va narrar la vida de l'asceta en el poema Vida de Santa Oria. Enterrada vora el monestir de San Millán de Suso, les seves restes van ésser traslladades al de Yuso el 1609 i col·locades, amb les de Santa Potàmia, rere l'altar major, donant-ne un os a l'església de Villavelayo.
En aquest poble hi havia una Cofradía de Santa Oria i es conserva l'ermita del mateix nom, que la tradició vol edificada sobre la casa pairal de la santa. Al poble, a més de celebrar la festivitat de la santa el dia 11 de març, també se celebra l'11 de setembre.

## Amúnia de San Millán
Amúnia era la mare d'Àurea. Quan va morir el seu espòs, es va reunir amb la filla, fent també vida eremítica sota l'obediència de l'abat. Va morir poc abans que la seva filla, prop de 1069. Àurea va dir que, ja morta, la seva mare se li havia aparegut.
També va ser canonitzada, per la seva vida exemplar.